# Distretto di Cėcėrlėg (Arhangaj)
Il distretto di Cėcėrlėg è uno dei diciannove distretti (sum) in cui è suddivisa la provincia dell'Arhangaj, in Mongolia. Conta una popolazione di 3.813 abitanti (censimento 2009).